# Gante-Wevelgem 1936
La Gante-Wevelgem 1936 fue la 3ª edición de la carrera ciclista Gante-Wevelgem y se disputó el 28 de mayo de 1936 sobre una distancia de 168 km. Esta edición fue corrida íntegramente por corredores amauters. 
El belga Robert Van Eenaeme ganó en la prueba al imponerse al sprint a sus compañeros de fuga, su compatriotas Joseph Somers y Gaston Denys, que completaron el podio.  

## Clasificación final
| Posición | Ciclista            | Equipo | Tiempo    |
| -------- | ------------------- | ------ | --------- |
| 1        | Robert Van Eenaeme  | -      | 4h 31'00" |
| 2        | Joseph Somers       | -      | m.t.      |
| 3        | Gaston Denys        | -      | m.t.      |
| 4        | Marcel Van Houtte   | -      | a 32"     |
| 5        | Joseph Devos        | -      | m.t.      |
| 6        | César Pappens       | -      | m.t.      |
| 7        | Joseph Oprins       | -      | a 2'30"   |
| 8        | Albert Van Wesemael | -      | m.t.      |
| 9        | Gustave Beckaert    | -      | a 5'50"   |
| 10       | Maurice Van Herzele | -      | a 7'15"   |